# Europese Autoriteit voor effecten en markten
De Europese Autoriteit voor effecten en markten (EAEM) (European Securities and Markets Authority, ESMA) is een toezichthoudend Agentschap van de EU, gevestigd in Parijs. ESMA is een van de drie Europese toezichthoudende autoriteiten van het Europees Systeem voor financieel toezicht.

## Ontstaan
ESMA is opgericht in november 2010 en operationeel geworden op 1 januari 2011 en verving het Comité van Europese effectenregelgevers (Committee of European Securities Regulators — CESR). De oprichting van ESMA en de andere Europese toezichthoudende autoriteiten was een reactie op de financiële crisis.

## Doelstelling en werkterrein
ESMA heeft een breed takenpakket en een veelheid aan instrumenten tot haar beschikking. De eigen positie van ESMA is goed te begrijpen door haar af te zetten tegen de posities van de andere Toezichthoudende Agentschappen van de EU. De Europese Bankautoriteit (EBA) richt zich op banken, EIOPA op verzekeraars en pensioenfondsen, terwijl ESMA gericht is op alle (andere) partijen die actief zijn op of rond de kapitaalmarkten: platformen, brokers, vermogensbeheerders en -adviseurs, uitgevende instellingen, kredietbeoordelaars en transactieregisters.
Inhoudelijk vallen de meeste taken te herleiden tot drie hoofddoelstellingen, namelijk de ordelijke werking van de financiële markten, beleggersbescherming en financiële stabiliteit. Daarbij heeft ESMA als bijzondere functie om de internationale coördinatie van het toezicht te versterken en een gelijk speelveld te bevorderen. Samenwerking tussen nationale toezichthouders binnen ESMA en het gezamenlijk formuleren van de manier waarop Europese regels worden geïnterpreteerd en gehanteerd, moet ervoor zorgen dat het toezichtregime in verschillende Europese landen een zelfde mate van bescherming kent.

## Organisatie
ESMA wordt bestuurd door twee raden. In de raad van toezichthouders, oftewel Board of Supervisors (BoS), bestaat uit de ESMA-voorzitter (zonder stemrecht) en de bestuursleden van de nationale overheidsinstanties die toezicht houden op de markten (met stemrecht). Voor Nederland is dat de Autoriteit Financiële Markten (AFM), voor België de Autoriteit voor Financiële Diensten en Markten (FSMA). Bij vergaderingen van de ESMA BoS schuiven vertegenwoordigers van de Europese Commissie, de Europese Bankenautoriteit, de ESRB en EIOPA aan, maar zij hebben geen stemrecht.
De raad van bestuur (Management board) bestaat uit de ESMA-voorzitter en zes andere leden die door en uit de stemgerechtigde leden van de raad van toezichthouders worden gekozen.
Het ESMA-voorzitterschap is een fulltime functie. De ESMA-voorzitter is belast met ESMA extern te vertegenwoordigen, het voorbereiden en voorzitten van vergaderingen van de raad van toezichthouders. De dagelijkse leiding van ESMA is belegd bij een uitvoerend directeur. De Nederlander Steven Maijoor is de voorzitter van ESMA sinds 2011.